# Fjodor Licholitov
Fjodor Anatoljevitsj Licholitov (Russisch: Фёдор Анатольевич Лихолитов) (Leningrad, 14 maart 1980), is een voormalig professionele basketbalspeler die speelde voor het nationale team van Rusland. Hij werd Master of sport van internationale klasse van Rusland.

## Carrière
Licholitov speelde voor de VCU Rams in de NCAA in de Verenigde Staten tussen 1998 en 2002. Licholitov begon zijn profcarrière bij Aris BC in Griekenland in 2002. In 2003 wint hij met Aris de FIBA Europe Champions Cup in 2003. Ook wordt hij met Aris Bekerwinnaar van Griekenland in 2004. In 2004 stapt hij over naar Dinamo Moskou. Met Dinamo wint hij de ULEB Cup in 2006. In 2006 verhuisd hij naar Dinamo Oblast Moskou, die in 2007 van naam wisselde in Trioemf Oblast Moskou Ljoebertsy. In 2008 ging hij spelen voor Ural-Great Perm en in 2009 voor UNICS Kazan. In 2009 verhuisde hij naar Beşiktaş JK in Turkije. In 2011 ging Locholitov spelen voor Krasnye Krylja Samara. Hij werd met Krasnye Krylja Bekerwinnaar van Rusland in 2012. In 2013 speelde hij even voor Krasnyj Oktjabr Wolgograd maar stapte tijdens het seizoen over naar Avtodor Saratov. In 2014 verhuisde hij naar BK Rjazan. Ook hier stapte hij tijdens het seizoen over naar Krasnyj Oktjabr Wolgograd. In 2015 stopte hij met basketbal.

## Erelijst
- Bekerwinnaar Rusland: 1
  - Winnaar: 2012
- Bekerwinnaar Griekenland: 1
  - Winnaar: 2004
- FIBA Europe Champions Cup: 1
  - Winnaar: 2003
- ULEB Cup: 1
  - Winnaar: 2006